# Cycas balansae
Cycas balansae är en kärlväxtart som beskrevs av Otto Warburg. Cycas balansae ingår i släktet Cycas, och familjen Cycadaceae. IUCN kategoriserar arten globalt som nära hotad. Inga underarter finns listade i Catalogue of Life.